# IHeartRadio Music Awards 2024
L'undicesima edizione degli iHeartRadio Music Awards si è svolta il 1º aprile 2024 presso il Dolby Theatre di Los Angeles in California. La cerimonia è stata presentata dal rapper statunitense Ludacris ed è stata trasmessa in diretta dall'emittente televisiva Fox.
La lista delle candidature è stata annunciata il 18 gennaio 2024 e, relativamente alle categorie votabili dal pubblico, le votazione sono state attive fino al 25 marzo sul sito ufficiale degli iHeartRadio Music Awards.
Taylor Swift, con nove candidature, è stata l'artista con più nomination di questa edizione, seguita da Jelly Roll, 21 Savage e SZA con otto ciascuno. Avendo vinto in sei categorie su nove, Taylor Swift è risultata anche l'artista più premiata della serata.
Durante la cerimonia, la cantautrice statunitense Cher è stata insignita del premio Icona per la sua carriera e il suo contributo senza precedenti alla musica e alla cultura pop in oltre sette decadi. Alla cantante statunitense Beyoncé, invece, è stato assegnato il premio Innovatore grazie alla sua capacità di essere una icona a livello globale e di aver preso molti rischi creativi, trasformando con successo la musica e influenzando la cultura pop.

## Presentatori ed esibizioni

### Presentatori
Lance Bass e AJ McLean hanno presentato la categoria Artista dell'anno. Stevie Wonder ha invitato Beyoncé a salire sul palco per la consegna del premio Innovatore. Tra la lista degli altri presentatori agli iHeartRadio Music Awards 2024 figurano Avril Lavigne, GloRilla, Jared Leto, Jennifer Hudson, JoJo Siwa, Katy Perry, Latto, Meghan Trainor, Meryl Streep, Niecy Nash-Betts, Peso Pluma, Ravi Patel, T-Pain e Vella Lovell.

### Esibizioni
La lista delle esibizioni è stata svelata il 21 marzo 2024.
- Justin Timberlake – Selfish / No Angels[16]
- Green Day – Bobby Sox / Basket Case[17]
- Tate McRae – Greedy / Exes[18]
- Jelly Roll e Lainey Wilson – Save Me[19]
- TLC e Latto – No Scrubs / Waterfalls[20]
- Jennifer Hudson e Cher – If I Could Turn Back Time / Believe[21]
- Ludacris e T-Pain – Yeah! / All I Do Is Win / Move Bitch[22]

## Vincitori e candidati
La lista delle candidature è stata annunciata il 18 gennaio 2024 e, relativamente alle categorie votabili dal pubblico, le votazione sono state attive fino al 25 marzo sul sito ufficiale degli iHeartRadio Music Awards. Per la prima volta nella storia degli iHeartRadio Music Awards sono state inserire delle categorie per premiare la musica pop e k-pop. I vincitori sono posizionati al primo posto e evidenziati in grassetto.

### Canzone dell'anno
- SZA – Kill Bill
- Rema & Selena Gomez – Calm Down
- Metro Boomin, The Weeknd & 21 Savage – Creepin'
- Taylor Swift – Cruel Summer
- Dua Lipa – Dance the Night
- Luke Combs – Fast Car
- Miley Cyrus – Flowers
- Morgan Wallen – Last Night
- Doja Cat – Paint the Town Red
- Olivia Rodrigo – Vampire

### Artista dell'anno
- Taylor Swift
- Drake
- Jelly Roll
- Dua Lipa
- Luke Combs
- Miley Cyrus
- Morgan Wallen
- Olivia Rodrigo
- Shakira
- SZA
- Usher

### Miglior duo/gruppo dell'anno
- OneRepublic
- (G)I-dle
- Blink-182
- Dan + Shay
- Fall Out Boy
- Foo Fighters
- Jonas Brothers
- Måneskin
- Paramore
- Parmalee

### Miglior collaborazione
- Rema & Selena Gomez – Calm Down
- Lil Durk feat. J. Cole – All My Life
- Nicki Minaj & Ice Spice con Aqua – Barbie World
- PinkPantheress feat. Ice Spice – Boy's a Liar, Pt.2
- Metro Boomin, The Weeknd & 21 Savage – Creepin'
- Usher, Summer Walker & 21 Savage – Good Good
- Drake & 21 Savage – Rich Flex
- Kane Brown & Katelyn Brown – Thank God
- GloRilla feat. Cardi B – Tomorrow 2
- Karol G & Shakira – TQG

### Artista pop dell'anno
- Taylor Swift
- Doja Cat
- Miley Cyrus
- Olivia Rodrigo
- SZA

### Canzone country dell'anno
- Lainey Wilson – Heart Like a Truck
- Luke Combs – Fast Car
- Morgan Wallen – Last Night
- Bailey Zimmerman – Rock and a Hard Place
- Kane Brown & Katelyn Brown – Thank God

### Miglior nuovo artista pop
- Jelly Roll
- David Kushner
- Doechii
- Rema
- Stephen Sanchez

### Canzone pop dell'anno
- Miley Cyrus – Flowers
- Rema & Selena Gomez – Calm Down
- Taylor Swift – Cruel Summer
- SZA – Kill Bill
- Olivia Rodrigo – Vampire

### Artista country dell'anno
- Morgan Wallen
- Jason Aldean
- Jelly Roll
- Lainey Wilson
- Luke Combs

### Miglior nuovo artista country
- Jelly Roll
- Corey Kent
- Jackson Dean
- Megan Moroney
- Nate Smith

### Artista afrobeat dell'anno
- Burna Boy
- Rema
- Tems
- Tyla
- Wizkid

### Canzone hip hop dell'anno
- Lil Durk feat. J. Cole – All My Life
- Gunna – FukUMean
- Lil Uzi Vert – Just Wanna Rock
- Drake & 21 Savage – Rich Flex
- GloRilla feat. Cardi B – Tomorrow 2

### Artista hip hop dell'anno
- Drake
- 21 Savage
- Future
- Gunna
- Lil Durk

### Miglior nuovo artista hip hop
- Ice Spice
- Doechii
- Lola Brooke
- Sexyy Red
- Young Nudy

### Canzone R&B dell'anno
- SZA – Snooze
- Metro Boomin, The Weeknd & 21 Savage – Creepin'
- Beyoncé – Cuff It
- Usher, Summer Walker & 21 Savage – Good Good
- Victoria Monét – On My Mama

### Artista R&B dell'anno
- SZA
- Beyoncé
- Brent Faiyaz
- Chris Brown
- Usher

### Miglior nuovo artista R&B
- Victoria Monét
- Coco Jones
- Fridayy
- Kenya Vaun
- October London

### Canzone alternativa dell'anno
- Blink-182 – One More Time
- Linkin Park – Lost
- Fall Out Boy – Love from the Other Side
- Foo Fighters – Rescued
- Paramore – This Is Why

### Artista alternativo dell'anno
- Fall Out Boy
- Blink-182
- Foo Fighters
- Green Day
- Paramore

### Miglior nuovo artista alternativo & rock
- Noah Kahan
- Bad Omens
- Hardy
- Jelly Roll
- Lovejoy

### Canzone rock dell'anno
- Linkin Park – Lost
- Metallica – 72 Seasons
- Shinedown – Dead Don't Die
- Jelly Roll – Need a Favor
- Foo Fighters – Rescued

### Artista rock dell'anno
- Foo Fighters
- Disturbed
- Jelly Roll
- Metallica
- Shinedown

### Canzone dance dell'anno
- Kenya Grace – Strangers
- Tiësto feat. Tate McRae – 10:35
- David Guetta, Anne-Marie & Coi Leray – Baby Don't Hurt Me
- Kylie Minogue – Padam Padam
- Rita Ora feat. Fatboy Slim – Praising You

### Artista dance dell'anno
- Tiësto
- Anabel Englund
- David Guetta
- Illenium
- Kylie Minogue

### Canzone pop latina/reggaeton dell'anno
- Bizarrap & Shakira – Shakira: Bzrp Music Sessions, Vol. 53
- Manuel Turizo – La Bachata
- Yng Lvcas & Peso Pluma – La Bebé (Remix)
- Myke Towers – Lala
- Karol G & Shakira – TQG

### Artista pop latino/reggaeton dell'anno
- Karol G
- Bad Bunny
- Feid
- Manuel Turizo
- Shakira

### Miglior nuovo artista latino
- Young Miko
- Bad Gyal
- GALE
- Mora
- Yng Lvcas

### Canzone messicana dell'anno
- Eslabón Armado & Peso Pluma – Ella baila sola
- Fuerza Regida & Grupo Frontera – Bebe dame
- Carin León – Indispensable
- Grupo Firme feat. Gerardo Coronel – Qué onda perdida
- Carin León & Grupo Frontera – Que vuelvas

### Artista messicano dell'anno
- Peso Pluma
- Calibre 50
- Carín León
- El Fantasma
- Grupo Frontera

### Artsta k-pop dell'anno
- Jung Kook
- (G)I-dle
- NCT Dream
- Seventeen
- Stray Kids

### Canzone k-pop dell'anno
- Fifty Fifty – Cupid (Twin Version)
- Ateez – Bouncy (K-Hot Chilli Peppers)
- Stray Kids– S-Class
- Jung Kook feat. Latto – Seven
- NewJeans – Super Shy

### Miglior nuovo artista k-pop
- NewJeans
- BoyNextDoor
- Riize
- Xikers
- Zerobaseone

### Miglior testo
- Taylor Swift – Is It Over Now?
- Noah Kahan – Dial Drunk
- Miley Cyrus – Flowers
- Tate McRae – Greedy
- Dua Lipa – Houdini
- Morgan Wallen – Last Night
- Jack Harlow – Lovin on Me
- Sabrina Carpenter – Nonsense
- Doja Cat – Paint the Town Red
- Olivia Rodrigo – Vampire
- Tyla – Water
- Billie Eilish – What Was I Made For?

### Album dell'anno (per genere)
- Alternativo: The Record – Boygenius
- Hip Hop: Heroes & Villains – Metro Boomin
- K-Pop: 5-Star – Stray Kids
- Latin Pop/Urban: Mañana Será Bonito – Karol G
- Pop: Guts – Olivia Rodrigo
- Rock: 72 Seasons – Metallica
- R&B: SOS - SZA

### Album di debutto preferito
- V – Layover
- Jung Kook – Golden
- Chloe Bailey – In Pieces
- Megan Moroney – Lucky
- Lauren Spencer-Smith – Mirror
- Raye – My 21st Century Blues
- Jack Harlow – Lovin on Me
- Bailey Zimmerman – Religiously
- Reneé Rapp – Snow Angel
- Tyler Hubbard – Tyler Hubbard

### Compositore dell'anno
- Ashley Gorley
- Aldae
- J Kash
- Jack Antonoff
- Michael Ross Pollack

### Produttore dell'anno
- Jack Antonoff
- Carter Lang
- Dan Nigro
- Kid Harpoon
- Rob Bisel

### Miglior docufilm musicale
- J-Hope – j-hope IN THE BOX
- Donna Summer – Love To Love You, Donna Summer
- Louis Tomlinson – Louis Tomlinson: All of Those Voices
- Prince – Prince: The Final Secret
- Beyoncé – Renaissance: A Film by Beyoncé
- Jelly Roll – Save Me
- Taylor Swift – Taylor Swift: The Eras Tour
- TLC – TLC forever

### Miglior video musicale
- Jung Kook feat. Latto – Seven
- Jung Kook feat. Jack Harlow – 3D
- Dua Lipa – Dance the Night
- Jisoo – Flower
- Miley Cyrus – Flowers
- David Guetta & Bebe Rexha – I'm Good (Blue)
- SZA – Kill Bill
- Yng Lvcas & Peso Pluma – La Bebé (Remix)
- Doja Cat – Paint the Town Red
- Karol G & Shakira – TQG
- Olivia Rodrigo – Vampire
- Billie Eilish – What Was I Made For?

### Migliorfan army
- BTS Army
- Agnation
- ATINY
- Barbz
- Beyhive
- Harries
- Livies
- Louies
- Niallers
- Rushers
- Selenators
- Swifties

### Social Star Award
- Gracie Abrams
- Alex Warren
- David Kushner
- Flyana Boss
- Jessie Murph
- Megan Moroney
- Natalie Jane
- Noah Kahan

### Fotografo di tournée preferito
- Louis Tomlinson – Joshua Halling
- 5 Seconds of Summer – Ryan Fleming
- Adele – Ravie B
- Beyoncé – Mason Poole
- Charlie Puth – Carianne Older
- Coldplay – Anna Lee
- Jonas Brothers – Cynthia Parkhurst
- Kelsea Ballerini – Catherine Powell
- MisterWives – Matty Vogel
- Morgan Wallen – David Lehr
- Sabrina Carpenter – Alfredo Flores
- Shinedown – Sanjay Parikh

### TikTok Bop of the Year
- Taylor Swift – Cruel Summer
- PinkPantheress feat. Ice Spice – Boy's a Liar, Pt.2
- Justine Skye – Collide (Sped Up Remix)
- Fifty Fifty – Cupid (Twin Version)
- David Kushner – Daylight
- PartyNextDoor – Her Way (Sped Up)
- Mae Stephens – If We Ever Broke Up
- Doja Cat – Paint the Town Red
- Tyla – Water
- Doechii – What It Is (Block Boy) (Solo Version)
- Billie Eilish – What Was I Made For?

### Stile di tournée preferito
- Taylor Swift
- Beyoncé
- Carrie Underwood
- Doja Cat
- Elton John
- Harry Styles
- Jonas Brothers
- Madonna
- Måneskin
- Sabrina Carpenter
- Shania Twain
- SZA

### Tour dell'anno
- The Eras Tour – Taylor Swift

### Innovatore
- Beyoncé

### Icona
- Cher